# Dawnrazor
Dawnrazor — дебютный студийный альбом английской готик-рок-группы Fields of the Nephilim, выпущенный в мае 1987 года.

## Об альбоме
Выпуском альбома в Великобритании заведовал лейбл Situation Two. Виниловое издание альбома содержало 9 песен. В CD-версию были включены синглы «Preacher Man»/«Laura II», «Power»/«Secrets»/«The Tower». В американскую версию пластинки были добавлены песни «Preacher Man», «Power» и «Blue Water», однако был убран «Reanimator».
Для раскрутки альбома было выпущено три сингла «Preacher Man», «Power» и «Blue Water».
Интро к альбому содержит семпл композиции Эннио Морриконе «Man with the Harmonica», прозвучавшей в знаменитом фильме Серджио Леоне «Однажды на Диком Западе».

## Список композиций
- Все песни написаны Fields of the Nephilim, кроме отмеченных.

### Британская версия
1. «Intro (The Harmonica Man)» — 2:00
2. «Slow Kill» — 3:45
3. «Volcane (Mr. Jealousy Has Returned)» — 5:04
4. «Vet for the Insane» — 7:03
5. «Dust» — 4:22
6. «Reanimator» — 2:58
7. «Dawnrazor» — 7:10
8. «The Sequel» — 3:16

### Американская версия
1. «Intro (The Harmonica Man)» — 2:00
2. «Slow Kill» — 3:45
3. «Preacher Man» — 4:53
4. «Volcane (Mr. Jealousy Has Returned)» — 5:04
5. «Vet for the Insane» — 7:03
6. «Dust» — 4:22
7. «Power» — 4:39
8. «Blue Water» — 5:51
9. «Dawnrazor» — 7:10
10. «The Sequel» — 3:16

### CD-издание
1. «Intro (The Harmonica Man)» — 2:00
2. «Slow Kill» — 3:45
3. «Laura II» — 4:41
4. «Preacher Man» — 4:53
5. «Volcane (Mr. Jealousy Has Returned)» — 5:04
6. «Vet for the Insane» — 7:03
7. «Secrets» — 3:37
8. «Dust» — 4:22
9. «Reanimator» — 2:58
10. «Power» — 4:39
11. «The Tower» — 5:41
12. «Dawnrazor» — 7:10
13. «The Sequel» — 3:16

## Участники записи
- Карл МакКой — вокал
- Тони Петтитт — бас-гитара
- Пол Райт — гитара
- Нод Райт — ударные
- Гари Вискер — саксофон